# Reactor tèrmic

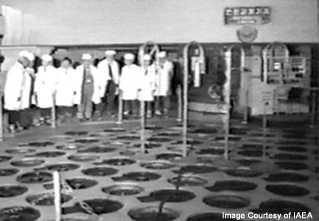
Part superior d'un reactor tèrmic de tipus Magnox, s'observen els forats per on s'introdueixen les barres de combustible

Un reactor tèrmic és un reactor nuclear de fissió al qual la fissió en cadena dels nuclis d'àtoms per a extreure calor es fa amb neutrons prèviament moderats, és a dir, són els reactors de les centrals nuclears que fan servir moderador de neutrons per a alentir-los i aconseguir així que n'hi hagi més que trenquin els àtoms. Constitueixen la majoria de reactors nuclears en funcionament a tot el món, i els únics als Països Catalans.
Només uns quants al món són reactors ràpids (reactors no tèrmics) i estan tots en fase de prototipus. La majoria de reactors ràpids han patit greus accidents i presenten l'inconvenient de necessitar urani molt enriquit, ja que l'augment d'urani reactiu (l'isòtop urani 235) és l'única manera, com hi ha menys neutrons "trencadors", de fer augmentar el nombre de les seves fissions.
Els diferents tipus de reactors tèrmics actius al món són els reactors d'aigua pressuritzada (PWR, com els de la central nuclear d'Ascó i de Vandellòs II, o VVER), que fan servir aigua a alta pressió com a moderador; els reactors d'aigua bullent (BWR), com l'usat a la central nuclear de Cofrents, que usen com a moderador la mateixa aigua a pressió que també fa de refrigerant; els reactors d'aigua pesant pressuritzada (PHWR), que usa aigua pesant a alta pressió com a moderador; els reactors de gas (GCR, com el de Vandellòs I, AGR o Magnox), moderats amb grafit; i els reactors moderats per grafit i refrigerats per aigua lleugera (RBMK, en anglès, LGR), que també usen el grafit com a moderador de neutrons.